# استرند، لندن
استرند (انگلیسی: Strand) یک خیابان اصلی در لندن، انگلستان است.
این خیابان که در وست‌مینستر قرار دارد دارای ۱/۳ کیلومتر طول می‌باشد، خیابان استرند از سمت غرب به میدان ترافالگار و از سمت شرق به خیابان فلیت محدود و جزئی از جاده ای۴ محسوب میشود.

## ساختمان‌های شاخص
- خانه سامرست
- کلیسای سنت کلمت دینز
- کلیسای سنت ماری له استرند